# Список эпизодов телесериала «Напряги извилины»
Ниже приведён список и краткое содержание серий телесериала «Напряги извилины» — американского комедийного телесериала, пародии на шпионские фильмы. Создателями сериала выступили Мел Брукс и Бак Генри, главные роли исполняли Дон Адамс (Максвелл Смарт, Агент 86), Барбара Фелдон (Агент 99), и Эдвард Платт (Шеф Центра «CONTROL», секретного агентства контрразведки, подчиняющегося американскому Правительству). Бак Генри сказал, что идея создания этого сериала пришла с просьбой Даниэля Мелника (партнёра Дэвида Сасскинда по продюсерской компании «Talent Associates») о соединении «двух крупнейших героев в современном мире развлечений» — Джеймса Бонда и Инспектора Клузо. Мел Брукс сказал: «Это сумасшедшее сочетание Джеймса Бонда и комедии Мела Брукса».
Сериал показывали на телеканале NBC с 18 сентября 1965 года по 12 апреля 1969 года, после чего он транслировался на канале CBS с 26 сентября 1969 года до своего окончания 11 сентября 1970 года. Всего было отснято и показано 138 эпизодов. Сериал завоевал семь премий «Эмми», был номинирован ещё четырнадцать раз на премию «Эмми», а также на две награды «Золотой глобус». В 1995 году вышел короткий ремейк сериала, где роли исполнили Дон Адамс, Барбара Фелдон, а также Энди Дик, который сыграл роль сына Макса и Агента 99.

## Обзор сезонов
| Сезон | Сезон | Эпизоды | Оригинальная дата выхода | Оригинальная дата выхода | Канал |
| Сезон | Сезон | Эпизоды | Премьера сезона          | Финал сезона             | Канал |
| ----- | ----- | ------- | ------------------------ | ------------------------ | ----- |
|       | 1     | 30      | 18 сентября 1965         | 7 мая 1966               | NBC   |
|       | 2     | 30      | 17 сентября 1966         | 22 апреля 1967           | NBC   |
|       | 3     | 26      | 16 сентября 1967         | 6 апреля 1968            | NBC   |
|       | 4     | 26      | 21 сентября 1968         | 12 апреля 1969           | NBC   |
|       | 5     | 26      | 26 сентября 1969         | 15 мая 1970              | CBS   |

## Список серий

### Сезон 1 (1965—1966)
Сезон выходил в эфир по субботам в 8:30-9:00 вечера.
| № общий | № в сезоне | Название                                            | Режиссёр         | Автор сценария                                       | Дата премьеры               |
| --- | ---------- | --------------------------------------------------- | ---------------- | ---------------------------------------------------- | --------------------------- |
| 1 | 1          | «Mr. Big» «Мистер Биг»                              | Говард Моррис    | Мел Брукс и Бак Генри                                | 18 сентября 1965            |
| Агента Максвелла Смарта с кодом 86 посылают на задание с целью найти мистера Бига, который украл термоид, с помощью которого можно растворять материю, и остановить его до того, как он воспользуется этим прибором чтобы уничтожить Статую Свободы. Партнёром в этом задании ему служит очаровательная агент с кодом 99. |            |                                                     |                  |                                                      |                             |
| 2 | 2          | «Diplomat's Daughter» «Дочь посла»                  | Пол Богарт       | Джеральд Гарднер и Ди Карузо                         | 25 сентября 1965            |
| Неизвестным похищены 8 блондинок. Шеф поручает Смарту и 99 охранять принцессу Скандинавии, которая тоже блондинка с целью недопущения её похищения. Принцесса ведёт себя развязно и пытается соблазнить Смарта. В это время агенты организации KAOS следят за Смартом и делают неудачную попытку похитить принцессу, после чего они, возглавляемые злодеем с магнитом вместо руки по кличке Клешня, берут Смарта в плен. |            |                                                     |                  |                                                      |                             |
| 3 | 3          | «School Days» «Школьные дни»                        | Пол Богарт       | Стэн Бернс и Майк Мармер                             | 2 октября 1965              |
| Смарт отправляется в школу шпионов, чтобы выяснить, кто из студентов является тайным агентом организации KAOS. Он подозревает, что одного из троих европейских студентов, Димитрия, Зупора и Грилака, заменили на человека из организации KAOS. Вместе с агентом 99 Смарт внимательно следит за этими студентами. Вскоре на Смарта совершается неудавшееся покушение. 86 и 99 узнают, что у каждого из троих студентов есть отличительное крайне редкое свойство. Они собираются проверить их и таким образом вычислить, кто же есть вражеский шпион. |            |                                                     |                  |                                                      |                             |
| 4 | 4          | «Our Man in Toyland» «Наш человек в стране игрушек» | Дон Ричардсон    | Стэн Бернс и Майк Мармер                             | 9 октября 1965              |
| 5 | 5          | «Now You See Him... Now You Don't»                  | Пол Богарт       | Арне Салтан и Марвин Ворф                            | 16 октября 1965             |
| 6 | 6          | «Washington 4, Indians 3»                           | Ричард Доннер    | Джеральд Гарднер и Ди Карузо                         | 23 октября 1965             |
| 7 | 7          | «KAOS in CONTROL»                                   | Дон Ричардсон    | Хэл Голдман и Аль Гордон                             | 30 октября 1965             |
| 8 | 8          | «The Day Smart Turned Chicken»                      | Фрэнк МакДональд | Пэт МакКормик и Рон Фридман                          | 6 ноября 1965               |
| 9 | 9          | «Satan Place»                                       | Фрэнк МакДональд | Стэн Бернс и Майк Мармер                             | 13 ноября 1965              |
| 10 | 10         | «Our Man in Leotards»                               | Ричард Доннер    | Мел Брукс и Гари Белкин                              | 20 ноября 1965              |
| 11 | 11         | «Too Many Chiefs»                                   | Брюс Билсон      | Джеральд Гарднер и Ди Карузо                         | 27 ноября 1965              |
| 12 | 12         | «My Nephew the Spy»                                 | Брюс Билсон      | Арне Салтан и Марвин Ворф                            | 4 декабря 1965              |
| 13 | 13         | «Aboard the Orient Express»                         | Фрэнк МакДональд | Роберт С. Дэннис и Эрл Баррет                        | 11 декабря 1965             |
| 14 | 14         | «Weekend Vampire»                                   | Брюс Билсон      | Джеральд Гарднер и Ди Карузо                         | 18 декабря 1965             |
| 15 | 15         | «Survival of the Fattest»                           | Фрэнк МакДональд | Мел Брукс и Ронни Перлман                            | 25 декабря 1965             |
| 16 | 16         | «Double Agent»                                      | Фрэнк МакДональд | Джозеф Кавелла и Кэрол Кавелла                       | 8 января 1966               |
| 17 | 17         | «Kisses for KAOS»                                   | Гари Нельсон     | Стэн Бернс и Майк Мармер                             | 15 января 1966              |
| 18 | 18         | «The Dead Spy Scrawls»                              | Гари Нельсон     | Стэн Бернс и Майк Мармер                             | 22 января 1966              |
| 19 | 19         | «Back to the Old Drawing Board»                     | Брюс Билсон      | Гэри Кларк                                           | 29 января 1966              |
| 20 | 20         | «All in the Mind»                                   | Брюс Билсон      | Джеральд Гарднер и Ди Карузо                         | 5 февраля 1966              |
| 21 | 21         | «Dear Diary»                                        | Мюррей Голден    | Стэн Бернс и Майк Мармер                             | 12 февраля 1966             |
| 22 | 22         | «Smart, the Assassin»                               | Брюс Билсон      | Бадд Гроссман                                        | 19 февраля 1966             |
| 23 | 23         | «I'm Only Human»                                    | Мюррей Голден    | Стэн Бернс, Майк Мармер, Пэт МакКормик и Рон Фридман | 26 февраля 1966             |
| 24 | 24         | «Stakeout on Blue Mist Mountain»                    | Мюррей Голден    | Стен Дребен и Ховард Мэрилл                          | 5 марта 1966                |
| 25 | 25         | «The Amazing Harry Hoo»                             | Гари Нельсон     | Джеральд Гарднер и Ди Карузо                         | 12 марта 1966               |
| 26 | 26         | «Hubert's Unfinished Symphony»                      | Гари Нельсон     | Стэн Бернс и Майк Мармер                             | 19 марта 1966               |
| 2728 | 2728       | «Ship of Spies»                                     | Брюс Билсон      | Бак Генри и Леонард Б. Штерн                         | 2 апреля 1966 9 апреля 1966 |
| 29 | 29         | «Shipment to Beirut»                                | Дэвид Александр  | Арне Салтан                                          | 23 апреля 1966              |
| 30 | 30         | «The Last One In Is a Rotten Spy»                   | Дэвид Александр  | Стэн Бернс и Майк Мармер                             | 7 мая 1966                  |

### Сезон 2 (1966—1967)
Сезон выходил в эфир по субботам в 8:30-9:00 вечера.
| № общий | № в сезоне | Название                                                   | Режиссёр     | Автор сценария                                                                                | Дата премьеры                              |
| ------- | ---------- | ---------------------------------------------------------- | ------------ | --------------------------------------------------------------------------------------------- | ------------------------------------------ |
| 31      | 1          | «Anatomy of a Lover»                                       | Брюс Билсон  | Гэри Кларк                                                                                    | 17 сентября 1966                           |
| 32      | 2          | «Strike While the Agent Is Hot»                            | Гари Нельсон | Бадд Гроссман                                                                                 | 24 сентября 1966                           |
| 33      | 3          | «A Spy for a Spy»                                          | Брюс Билсон  | Стэн Бернс и Майк Мармер                                                                      | 1 октября 1966                             |
| 34      | 4          | «The Only Way to Die»                                      | Брюс Билсон  | Арне Салтан                                                                                   | 8 октября 1966                             |
| 35      | 5          | «Maxwell Smart, Alias Jimmy Ballantine»                    | Гари Нельсон | Арни Розен                                                                                    | 15 октября 1966                            |
| 36      | 6          | «Casablanca»                                               | Уильям Уиард | Джозеф Кавелла и Кэрол Кавелла                                                                | 22 октября 1966                            |
| 37      | 7          | «The Decoy»                                                | Уильям Уиард | Сидни Зелинка и Рональд Экс                                                                   | 29 октября 1966                            |
| 38      | 8          | «Hoo Done It»                                              | Гари Нельсон | Джеральд Гарднер и Ди Карузо                                                                  | 5 ноября 1966                              |
| 39      | 9          | «Rub-a-Dub-Dub... Three Spies in a Sub»                    | Брюс Билсон  | Стэн Бернс и Майк Мармер                                                                      | 12 ноября 1966                             |
| 40      | 10         | «The Greatest Spy on Earth»                                | Джошуа Шелли | Джеральд Гарднер и Ди Карузо                                                                  | 19 ноября 1966                             |
| 41      | 11         | «Island of the Darned»                                     | Гари Нельсон | Телесценарий: Бак Генри, Уильям Рейнор и Майлс Уайлдер История: Уильям Рейнор и Майлс Уайлдер | 26 ноября 1966                             |
| 42      | 12         | «Bronzefinger»                                             | Уильям Уиард | Лила Гаррет и Берни Кан                                                                       | 3 декабря 1966                             |
| 43      | 13         | «Perils in a Pet Shop»                                     | Брюс Билсон  | Мартин Рэйджвей                                                                               | 10 декабря 1966                            |
| 44      | 14         | «The Whole Tooth and...»                                   | Уильям Уиард | Лила Гаррет и Берни Кан                                                                       | 24 декабря 1966                            |
| 45      | 15         | «Kiss of Death»                                            | Брюс Билсон  | Стэн Бернс и Майк Мармер                                                                      | 31 декабря 1966                            |
| 46      | 16         | «It Takes One to Know One»                                 | Эрл Беллами  | Гэри Кларк                                                                                    | 7 января 1967                              |
| 47      | 17         | «Someone Down Here Hates Me»                               | Эрл Беллами  | Нейт Монастер                                                                                 | 14 января 1967                             |
| 48      | 18         | «Cutback at CONTROL»                                       | Эрл Беллами  | Джеральд Гарднер и Ди Карузо                                                                  | 21 января 1967                             |
| 49      | 19         | «The Mummy»                                                | Эрл Беллами  | Бадд Гроссман                                                                                 | 28 января 1967                             |
| 50      | 20         | «The Girls from KAOS»                                      | Уильям Уиард | Джозеф Кавелла и Кэрол Кавелла                                                                | 4 февраля 1967                             |
| 51      | 21         | «The Man from YENTA»                                       | Брюс Билсон  | Арне Салтан                                                                                   | 11 февраля 1967                            |
| 52      | 22         | «Smart Fit the Battle of Jericho»                          | Брюс Билсон  | Арне Салтан                                                                                   | 18 февраля 1967                            |
| 53      | 23         | «Where-What-How-Who Am I?»                                 | Гари Нельсон | Бэрри И. Блицер и Рэй Бреннер                                                                 | 25 февраля 1967                            |
| 54      | 24         | «The Expendable Agent»                                     | Гари Нельсон | Джеральд Гарднер и Ди Карузо                                                                  | 4 марта 1967                               |
| 55      | 25         | «How to Succeed in the Spy Business Without Really Trying» | Гари Нельсон | Майк Мармер                                                                                   | 11 марта 1967                              |
| 56      | 26         | «Appointment in Sahara»                                    | Дон Адамс    | Гэри Кларк и Арне Салтан                                                                      | 25 марта 1967                              |
| 57      | 27         | «Pussycats Galore»                                         | Сидни Миллер | Арне Салтан                                                                                   | 1 апреля 1967                              |
| 5860    | 2830       | «A Man Called Smart»                                       | Эрл Беллами  | Леонард Б. Штерн                                                                              | 8 апреля 196 15 апреля 1967 22 апреля 1967 |

### Сезон 3 (1967—1968)
Сезон выходил в эфир по субботам в 8:30-9:00 вечера.
| № общий | № в сезоне | Название                         | Режиссёр          | Автор сценария                                                              | Дата премьеры                 |
| ------- | ---------- | -------------------------------- | ----------------- | --------------------------------------------------------------------------- | ----------------------------- |
| 61      | 1          | «Viva Smart»                     | Норман Эбботт     | Билл Идельсон, Сэм Бобрик и Норман Пол                                      | 23 сентября 1967              |
| 62      | 2          | «Witness for the Persecution»    | Джеймс Комак      | Билл Идельсон и Сэм Бобрик                                                  | 7 октября 1967                |
| 63      | 3          | «The Spy Who Met Himself»        | Гари Нельсон      | Фил Лесли, Кейт Фаулер                                                      | 16 сентября 1967              |
| 64      | 4          | «The Spirit Is Willing»          | Норман Эбботт     | Арне Салтан                                                                 | 14 октября 1967               |
| 65      | 5          | «Maxwell Smart, Private Eye»     | Брюс Билсон       | Элрой Шварц                                                                 | 21 октября 1967               |
| 66      | 6          | «Supersonic Boom»                | Джеймс Комак      | Бен Джоэлсон и Арт Баер                                                     | 28 октября 1967               |
| 67      | 7          | «One of Our Olives Is Missing»   | Джесс Оппенгеймер | Джесс Оппенгеймер                                                           | 4 ноября 1967                 |
| 68      | 8          | «When Good Fellows Get Together» | Сидни Миллер      | Гэри Кларк                                                                  | 18 ноября 1967                |
| 69      | 9          | «Dr. Yes»                        | Джеймс Комак      | Уильям Рейнор и Майлс Уайлдер                                               | 25 ноября 1967                |
| 70      | 10         | «That Old Gang of Mine»          | Норман Эбботт     | Фил Хан и Джек Ханрахан                                                     | 2 декабря 1967                |
| 71      | 11         | «The Mild Ones»                  | Гари Нельсон      | Уильям Рейнор и Майлс Уайлдер                                               | 9 декабря 1967                |
| 72      | 12         | «Classification: Dead»           | Норман Эбботт     | Дэвид Кетчум и Брюс Шелли                                                   | 23 декабря 1967               |
| 73      | 13         | «The Mysterious Dr. T»           | Гари Нельсон      | Уильям Рейнор и Майлс Уайлдер                                               | 30 декабря 1967               |
| 74      | 14         | «The King Lives?»                | Гари Нельсон      | Глория Бертон и Дон Адамс                                                   | 6 января 1968                 |
| 75      | 15         | «The Groovy Guru»                | Джеймс Комак      | Норман Пол и Берт Ноделла                                                   | 13 января 1968                |
| 76      | 1617       | «The Little Black Book»          | Джеймс Комак      | Джек Ханрахан и Фил Хан                                                     | 27 января 1968 3 февраля 1968 |
| 78      | 18         | «Don't Look Back»                | Дон Адамс         | Фил Лесли, Норман Пол                                                       | 10 февраля 1968               |
| 79      | 19         | «99 Loses CONTROL»               | Брюс Билсон       | Уильям Рейнор и Майлс Уайлдер                                               | 17 февраля 1968               |
| 80      | 20         | «The Wax Max»                    | Джеймс Комак      | Джеймс Комак                                                                | 24 февраля 1968               |
| 81      | 21         | «Operation Ridiculous»           | Джеймс Комак      | Норман Пол                                                                  | 2 марта 1968                  |
| 82      | 22         | «Spy, Spy, Birdie»               | Джеймс Комак      | Уильям Рейнор и Майлс Уайлдер                                               | 9 марта 1968                  |
| 83      | 23         | «Run, Robot, Run»                | Брюс Билсон       | Гэри Кларк                                                                  | 16 марта 1968                 |
| 84      | 24         | «The Hot Line»                   | Гари Нельсон      | Телесценарий: Фил Хан и Джек Ханрахан История: Ред Бенсон                   | 23 марта 1968                 |
| 85      | 25         | «Die, Spy»                       | Гари Нельсон      | Телесценарий: Фил Хан и Джек Ханрахан История: Джеральд Гарднер и Ди Карузо | 30 марта 1968                 |
| 86      | 26         | «The Reluctant Redhead»          | Джеймс Комак      | Леонард Б. Штерн                                                            | 6 апреля 1968                 |

### Сезон 4 (1968—1969)
Сезон выходил в эфир по субботам в 8:30-9:00 вечера.
Это был последний сезон показанный на телеканале NBC.
| № общий | № в сезоне | Название                            | Режиссёр                  | Автор сценария                                                                       | Дата премьеры                   |
| ------- | ---------- | ----------------------------------- | ------------------------- | ------------------------------------------------------------------------------------ | ------------------------------- |
| 87      | 1          | «The Impossible Mission»            | Брюс Билсон               | Арне Салтан, Аллан Бернс, Крис Хейворд и Леонард Б. Штерн                            | 21 сентября 1968                |
| 88      | 2          | «Snoopy Smart vs. the Red Baron»    | Реза Бадии                | Майк Мармер                                                                          | 28 сентября 1968                |
| 89      | 3          | «Closely Watched Planes»            | Брюс Билсон               | Арне Салтан, Аллан Бернс, Крис Хейворд и Леонард Б. Штерн                            | 5 октября 1968                  |
| 90      | 4          | «The Secret of Sam Vittorio»        | Гари Нельсон              | Арне Салтан, Аллан Бернс, Крис Хейворд и Леонард Б. Штерн                            | 12 октября 1968                 |
| 91      | 5          | «Diamonds Are a Spy's Best Friend»  | Джерри Хоппер             | Арне Салтан, Аллан Бернс, Крис Хейворд и Леонард Б. Штерн                            | 12 октября 1968                 |
| 92      | 6          | «The Worst Best Man»                | Гари Нельсон              | Арне Салтан, Аллан Бернс, Крис Хейворд и Леонард Б. Штерн                            | 19 октября 1968                 |
| 93      | 7          | «The Return of the Ancient Mariner» | Гари Нельсон              | Арне Салтан, Аллан Бернс, Крис Хейворд и Леонард Б. Штерн                            | 9 ноября 1968                   |
| 94      | 8          | «With Love and Twitches»            | Гари Нельсон              | Арне Салтан, Аллан Бернс, Крис Хейворд и Леонард Б. Штерн                            | 6 ноября 1968                   |
| 95      | 9          | «The Laser Blazer»                  | Джей Сэндрич              | Майк Мармер                                                                          | 30 ноября 1968                  |
| 96      | 10         | «The Farkas Fracas»                 | Джей Сэндрич              | Арне Салтан, Аллан Бернс, Крис Хейворд и Леонард Б. Штерн                            | 7 декабря 1968                  |
| 97      | 11         | «Temporarily Out of CONTROL»        | Джеймс Комак              | Арне Салтан, Аллан Бернс, Крис Хейворд и Леонард Б. Штерн                            | 14 декабря 1968                 |
| 98      | 12         | «Schwartz's Island»                 | Брюс Билсон               | Арне Салтан, Аллан Бернс, Крис Хейворд и Леонард Б. Штерн                            | 21 декабря 1968                 |
| 99      | 13         | «One Nation Invisible»              | Гарри Фальк               | Ллойд Тернер и Уайти Митчелл                                                         | 28 декабря 1968                 |
| 100     | 14         | «Hurray for Hollywood»              | Дон Адамс                 | Арне Салтан и Крис Хейворд                                                           | 4 января 1969                   |
| 101     | 15         | «The Day They Raided the Knights»   | Реза Бадии                | Рик Миттлман                                                                         | 11 января 1969                  |
| 102     | 16         | «Tequila Mockingbird»               | Дон Адамс                 | Арне Салтан и Крис Хейворд                                                           | 18 января 1969                  |
| 103     | 17         | «I Shot 86 Today»                   | Джей Сэндрич              | Берт Ноделла                                                                         | 1 февраля 1969                  |
| 104     | 18         | «Absorbe the Greek»                 | Ричард Бенедикт           | Арне Салтан и Крис Хейворд                                                           | 8 февраля 1969                  |
| 105106  | 1920       | «To Sire, with Love» «...»          | Гари Нельсон Джей Сэндрич | Арне Салтан и Крис Хейворд Арне Салтан, Аллан Бернс, Крис Хейворд и Леонард Б. Штерн | 15 февраля 1969 22 февраля 1969 |
| 107     | 21         | «Shock It to Me»                    | Джей Сэндрич              | Арне Салтан и Крис Хейворд                                                           | 1 марта 1969                    |
| 108     | 22         | «Leadside»                          | Гари Нельсон              | Ллойд Тернер и Уайти Митчелл                                                         | 8 марта 1969                    |
| 109     | 23         | «Greer Window»                      | Эдвард Райдер             | Арне Салтан и Крис Хейворд                                                           | 15 марта 1969                   |
| 110111  | 2425       | «The Not-So-Great Escape»           | Дон Адамс                 | Арне Салтан и Крис Хейворд                                                           | 22 марта 1969 29 марта 1969     |
| 112     | 26         | «A Tale of Two Tails»               | Джерри Хоппер             | Арне Салтан, Аллан Бернс, Крис Хейворд и Леонард Б. Штерн                            | 12 апреля 1969                  |

### Сезон 5 (1969—1970)
Финальный эпизод сериала. Выходил в эфир по пятницам в 7:30-8:00 вечера на телеканале CBS.
| № общий | № в сезоне | Название                             | Режиссёр        | Автор сценария               | Дата премьеры                |
| ------- | ---------- | ------------------------------------ | --------------- | ---------------------------- | ---------------------------- |
| 113     | 1          | «Pheasant Under Glass»               | Дон Адамс       | Арне Салтан и Крис Хейворд   | 26 сентября 1969             |
| 114     | 2          | «Ironhand»                           | Дон Адамс       | Ллойд Тернер и Уитни Митчелл | 3 октября 1969               |
| 115     | 3          | «Valerie of the Dolls»               | Джей Сэндрич    | Лес Колодни и Эд Хаас        | 10 октября 1969              |
| 116     | 4          | «Widow Often Annie»                  | Чарльз Р. Рондо | Ллойд Тернер и Уайти Митчелл | 17 октября 1969              |
| 117     | 5          | «The Treasure of C. Errol Madre»     | Дон Адамс       | Крис Хейворд и Боб ДеВинни   | 24 октября 1969              |
| 118     | 6          | «Smart Fell on Alabama»              | Алан Рефкин     | Ллойд Тернер и Уайти Митчелл | 31 октября 1969              |
| 119120  | 78         | «And Baby Makes Four»                | Дон Адамс       | Арне Салтан и Крис Хейворд   | 7 ноября 1969 14 ноября 1969 |
| 121     | 9          | «Physician Impossible»               | Алан Рефкин     | Ллойд Тернер и Уитни Митчелл | 21 ноября 1969               |
| 122     | 10         | «The Apes of Rath»                   | Ричард Бенедикт | Ллойд Тернер и Уитни Митчелл | 28 ноября 1969               |
| 123     | 11         | «Age Before Duty»                    | Гарри Фальк     | Боб ДеВинни                  | 5 декабря 1969               |
| 124     | 12         | «Is This Trip Necessary?»            | Рон Джой        | Дэйл МакРэйвен               | 12 декабря 1969              |
| 125     | 13         | «Ice Station Siegfried»              | Реза Бадии      | Арне Салтан и Крис Хейворд   | 12 декабря 1969              |
| 126     | 14         | «Moonlighting Becomes You»           | Алан Рефкин     | Крис Хейворд                 | 1 января 1970                |
| 127128  | 1516       | «House of Max»                       | Антон М. Лидер  | Крис Хейворд                 | 9 января 1970 16 января 1970 |
| 129     | 17         | «Rebecca of Funny-Folk Farm»         | Чарльз Р. Рондо | Ллойд Тернер и Уитни Митчелл | 23 января 1970               |
| 130     | 18         | «The Mess of Adrian Listenger»       | Чарльз Р. Рондо | Крис Хейворд                 | 30 января 1970               |
| 131     | 19         | «Witness for the Execution»          | Алан Рефкин     | Ллойд Тернер и Уитни Митчелл | 6 февраля 1970               |
| 132     | 20         | «How Green Was My Valet»             | Дик Карсон      | Глория Бертон                | 13 февраля 1970              |
| 133     | 21         | «And Only Two Ninety-Nine»           | Дон Адамс       | Арне Салтан                  | 20 февраля 1970              |
| 134     | 22         | «Smartacus»                          | Чарльз Р. Рондо | Ллойд Тернер и Уайти Митчелл | 27 февраля 1970              |
| 135     | 23         | «What's It All About, Algie?»        | Дон Адамс       | Арне Салтан и Крис Хейворд   | 24 апреля 1970               |
| 136     | 24         | «Hello, Columbus – Goodbye, America» | Алан Рефкин     | Пэт МакКормик                | 1 мая 1970                   |
| 137     | 25         | «Do I Hear a Vaults?»                | Алан Рефкин     | Крис Хейворд                 | 8 мая 1970                   |
| 138     | 26         | «I Am Curiously Yellow»              | Ник Вебстер     | Ллойд Тернер и Уитни Митчелл | 15 мая 1970                  |